# Општина Лазареа (Харгита)
Лазареа (рум. Lăzarea) општина је у Румунији у округу Харгита.
Oпштина се налази на надморској висини од 838 m.